# Román Golóvchenko
Román Aleksándrovich Golóvchenko (en ruso: Рома́н Алекса́ндрович Голо́вченко, en bielorruso: Рама́н Алякса́ндравіч Гало́ўчанка; Zhódino, 10 de agosto de 1973) es un político bielorruso que se desempeñó como Primer Ministro de Bielorrusia desde el 4 de junio de 2020 hasta el 10 de marzo de 2025. Fue nombrado por el presidente Aleksandr Lukashenko dos meses antes de las elecciones presidenciales bielorrusas. Antes de su nombramiento, se desempeñó como Ministro de la Autoridad del Estado para la Industria Militar.
Golóvchenko se graduó del Instituto Estatal de Relaciones Internacionales de Moscú en 1996. También se graduó de la Academia de Dirección adjunta al Presidente de la República de Belarús en 2003. En 2009, fue nombrado Primer Viceministro de Estado. En 2013, fue nombrado embajador en los Emiratos Árabes Unidos. En 2018, fue nombrado embajador en Catar, Kuwait y Arabia Saudita.
En junio de 2022, Golóvchenko fue incluido en la lista de sanciones por Canadá.
El 10 de marzo de 2025, Golóvchenko fue relevado de sus funciones como Primer Ministro y nombrado Presidente del Banco Nacional de la República de Bielorrusia.